# Culsans
Culsans (Culśanś) era, segons la mitologia etrusca, el déu de les portes. Era l'equivalent etrusc del déu romà Janus. A tots dos se'ls representava amb dues cares i es creu que tenien funcions semblants. Les representacions de Culsans difereixen de les de Janus, ja que no porta barba i té aspecte de jove.
Les representacions de Culsans s'han trobat principalment al nord d'Etrúria i corresponen als segles III i II aC. Molts dels objectes i imatges relacionats amb Culsans provenen de la ciutat de Cortona, cosa que suggereix que en aquell lloc el veneraven especialment. S'han trobat monedes a Volterra que el representen, i el seu nom es llegeix en una inscripció que es va descobrir a Firenzuola. Això fa pensar que el seu culte era estès per tot Etrúria.
Relacionada amb Culsans, també etimològicament, hi ha una alta divinitat etrusca, un dimoni femení alat anomenat Culsu.